# Anablepia botswaniana
Anablepia botswaniana är en insektsart som beskrevs av Johnsen 1991. Anablepia botswaniana ingår i släktet Anablepia och familjen gräshoppor. Inga underarter finns listade i Catalogue of Life.